# Колючие сони
Колючие сони (лат. Platacanthomyidae) — семейство грызунов, родственных соням и селевиниям. В отличие от настоящих сонь колючие сони имеют на 4 жевательных зуба меньше; таким образом у них всего 16 зубов.

## Классификация
Выделяют 6 современных и ряд вымерших видов колючих сонь:
- † Род Neocometes
  - † Neocometes brunonis
  - † Neocometes orientalis
  - † Neocometes similis
- Род Platacanthomys
  - † Platacanthomys dianensis
  - Platacanthomys lasiurus — Колючая соня
- Род Typhlomys — Роющие сони[1]
  - † Typhlomys hipparionium
  - † Typhlomys intermedius
  - † Typhlomys macrourus
  - † Typhlomys primitivus
  - Typhlomys chapensis — Шапинская роющая соня[1]
  - Typhlomys cinereus — Китайская роющая соня
  - Typhlomys daloushanensis
  - Typhlomys huangshanensis
  - Typhlomys nanus

Эволюционные связи колючих сонь с другими семействами пока что не прояснены. В разное время их относили в качестве подсемейства к соневым и к мышиным.

## Общее описание
Мышеподобные грызуны с длиной тела 7—21,2 см и длиной хвоста 7,5—13,8 см. Мордочка сравнительно короткая, с длинными вибриссами. Длинные жёсткие волосы образуют на конце хвоста кисточку. На передних конечностях V палец рудиментарен. Когти довольно длинные.

## Образ жизни
Водятся колючие сони на юге Азии. Шесть видов, составляющие семейство, распространены в южной Индии, южном Китае и в северном Вьетнаме соответственно, населяя влажные тропические и субтропические горные леса на высоте 600—2100 м. Колючая соня достаточно многочисленный вид, который местами считается вредителем сельского хозяйства; роющие сони (устаревшее название — соневидные хомячки) редки. Образ жизни колючих сонь практически не изучен. Предположительно, это ночные древесные грызуны, строящие гнёзда в древесных дуплах, на ветках и в трещинам скал. Они растительноядны и местами могут вредить посевам.